# 核出力

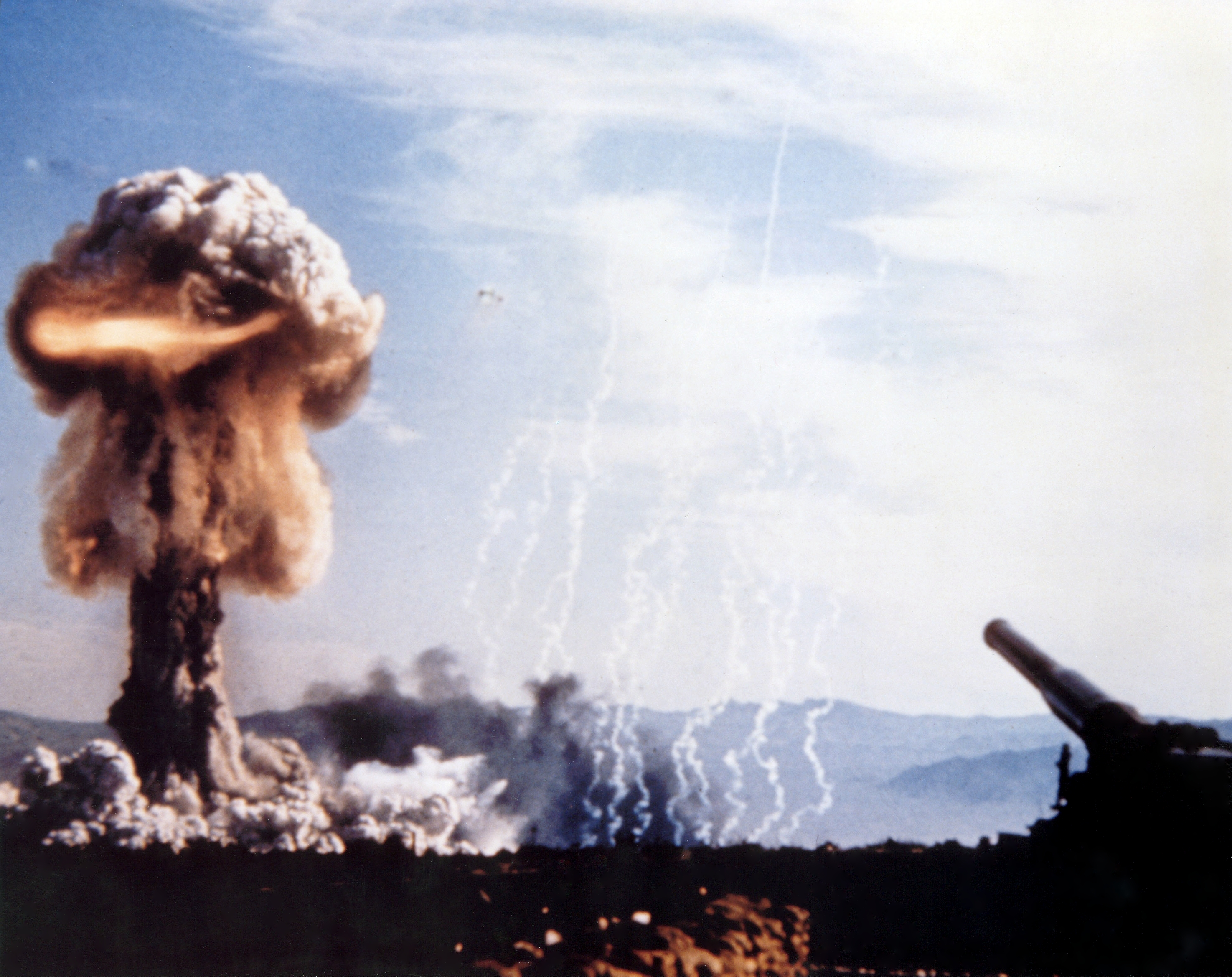
1953年に行われたW9核砲弾の実験。M65 280mmカノン砲で発射。核出力は広島に投下されたのと同じ15kt。

核出力（かくしゅつりょく、英: Nuclear (weapon) yield）は、核兵器の爆発の威力を示す尺度である。核兵器が爆発する際に放出するエネルギー量を示すものであり、通常これに等しいエネルギーを得るために必要なトリニトロトルエン (TNT) の質量で表される。

## 定義
核出力の単位はキロトン (kt = TNT 1,000 t) 又はメガトン (Mt = TNT 1,000,000 t) を用いるが、時折テラジュール (TNT 1 kt = 4.184 TJ) も用いられる。TNTの爆発によって放たれる正確なエネルギー量を測定するのは、特に「核の時代」の黎明期では難しく、不確実さがあった（1 gのTNTが発するエネルギーは980 - 1,100 calと幅があった）。このことを受けて、TNT換算として定量化して、1 ktの核出力を、1 gのTNTの発するエネルギー量を1,012 cal (= 4.184 kJ) に等しいとして単純に換算し、おおまかに1,000 tのTNTの出力エネルギー量として規定している。
なお、日本語の核出力という言葉は、原子力発電所等の原子炉の出力エネルギー量の意味にも用いられるため、核兵器の爆発力を示す場合には、特に爆発の破壊力ということを意識して核威力（かくいりょく）という言葉が使われることがある。ただ、この核威力という言葉も定義が曖昧で、核兵器を持つことによる他国に対する脅威ないしは外交的・軍事的圧力などのことを指すこともあるため、混同を避けるために本項では平和利用・軍事利用を区別せず、原子力分野で一般的な用語である「核出力」を核兵器の威力も示すものと定める。

## 核出力限度

アメリカ合衆国によって開発されたすべての核兵器の核出力（kt 単位）と質量（kg 単位）を比較している対数散布図。

核出力質量比は、核兵器の質量と核出力の総計を比較したものである。水素爆弾の理論上の最大核出力質量比は、質量1 tあたり核出力6 Mt (6 Mt/t) である。現実的に達成できる限界は、それよりも幾分低く、約5.2 Mt/tほどである。現在のアメリカ合衆国の核兵器の核出力質量比は600 kt/t (2.5 TJ/kg) から2.2 Mt/t (9.2 TJ/kg) である。いくつかの核兵器の核出力質量比を比べてみると、デイビー・クロケットの核出力質量比は0.4 - 40 kt/t (0.002 - 0.167 TJ/kg) 、リトルボーイは4 kt/t、ツァーリ・ボンバは2 Mt/t (8 TJ/kg) （実はこの倍の出力が予定されていたが、故意に半分に減らされている）、Mk-41は5.2 Mt/tである。
これまでに造られた純粋な核分裂爆弾で最大のものは500 ktの核出力を持っていたが、これが同様の設計での限界の域にある。核融合増幅はそのような兵器の効率を相当上げることができたであろうが、結局のところ、すべての核分裂に基づく兵器には臨界量に対処することの難しさがあるために核出力にはおのずと限度がある。しかしながら、核融合爆弾（水素爆弾）には現在わかっている範囲では核出力の限界がない。原理的には、水素爆弾は数千 Mt、つまりギガトン (Gt) 級の核出力を持ち得たのである。
理論上の最大核出力質量比がおよそ6 Mt/tで、達成できる比率が最大5.2 MT/tであるので、核兵器の航空運搬には実際的な制限がある。例えば、アントノフAn-225の250 tのペイロードをすべて核兵器の搭載に用いることができるならば、当該航空機で運搬できる核兵器の核出力限度は250 t× 5.2 Mt/t、つまり1,300 Mtである。同様に、ミサイルに搭載される核兵器の最大の核出力限度もミサイルのペイロード能力によって決まる。ロシアの大型のR-36M (SS-18) ICBMには7,200 kgのペイロード能力があり、搭載できる核弾頭の計算上の最大核出力は37.4 Mtである。事実、単弾頭のSS-18 mod 1の核出力がおよそ24 Mtである。最近は、所定の総核出力又はペイロード能力に対してより小さなMIRV弾頭（多弾頭方式）のほうがより広範囲の破壊効果を得られるため、単独の大型弾頭はあまり使われなくなっている。

## 核出力の算出と論争

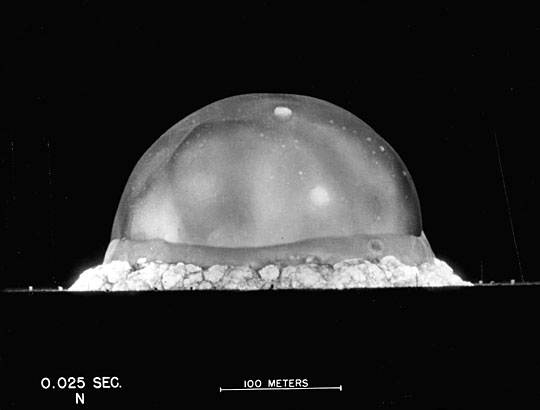
トリニティ実験の爆発直後の火球。写真の下部に基準となるスケールと経過時間が入っており、これで核出力を概算する。（撮影：Berlyn Brixner）

核爆発の出力を計算することは、キロトン又はメガトンといった大雑把な数字を使っても難しいものがある（単位にテラジュールを使う方が若干精密である）。よく管理された状況の下でさえ、核出力を精密に測定することは非常に難しく、より管理が行き届いていない状況では、誤差の範囲は非常に大きくなりうる。核出力は、爆発の大きさ、爆発の明るさ、地震計のデータと衝撃波の強さに基づく計算をはじめとするいくつかの方法によって計算できる。エンリコ・フェルミが、トリニティ実験の際に小さな紙切れをいくつか空中にまき、それらが爆発の衝撃波によって動かされた距離から核出力を（かなり）粗く概算したことはよく知られている。核出力の優れた近似は、G.I.テイラーによって導かれた無次元数を使って概算できる。その無次元数 c は、次の式で表される。
{\displaystyle c={\frac {E{t}^{2}}{\rho \,{R}^{5}}}}
E は核爆発のエネルギー (J)、 t は時間 (s)、 ρ は空気の密度 (kg/m³)、 R は爆発半径 (m) である。 ここで、核爆発のエネルギーを求めるために、c を定数とみて E について解くと、
{\displaystyle E={\frac {c\rho \,{R}^{5}}{{t}^{2}}}}
となる。この式から、核爆発のエネルギーを計算するために必要となるものは、爆発の半径、爆発の半径を測るための基準長スケール、及び時間の経過がわかる写真である。例証としてトリニティ実験における核爆発の写真を用いると、写真のデータから時間 t が0.025 s、爆発半径 R がおよそ140 m（直径 280 m）だとわかる。空気の密度 ρ を1 kg/m³、c を定数として大気中でのおおよその値1.033を代入すると、 E = 8.889×1013 Jとなる。 1 kt（キロトン）のTNTのエネルギーを4.184×1012 Jとすると、トリニティ実験の核出力は21.24 ktとなり、よく言われる20 ktという値に比較的うまく一致する。
このような実験データを利用できないいくつかの事例のような場合は、特にこれらが政治的問題に拘束されるとき、正確な核出力は論争の的となる。例えば、広島と長崎への原子爆弾投下で使われた核兵器は非常に独特かつ特有の設計であり、回顧的にそれらの核出力を測定することは極めて難しい。インプロージョン方式の長崎型原爆「ファットマン」が18 - 23 kt（許容誤差10%）であると見積もられているのに対し、ガンバレル型の広島型原爆「リトルボーイ」は12 - 18 kt（許容誤差20%）であったと見積もられている。ガンバレル型は例が少なく、他の核実験を参考にして核出力を推定するのが困難であるため、誤差が大きくなっている。他の爆弾が戦闘においてどのように作用するか反映するものとしてこれらの核爆弾による爆撃からのデータを使おうとするとき、そのうえ他の核兵器が広島型原爆いくつ分に等しいかという評価で異なる結果が出ようとするとき、基準となる値の小さな変化は重要となりえる。例えば、アイビー作戦のマイク実験で用いられた水素爆弾は、867個から578個分の広島型原爆に等しかったとされるが、これらは文字の上でもまったくもって相当な違いがあり、人が計算のために高い数字を使うか、低い数字を使うかどうか次第である。他に異議を唱えられた核出力は、巨大なツァーリ・ボンバがあるが、爆弾の力を誇張する方法として、又はそれを低める試みとして核出力は“わずか”50 Mtから最高57 Mtの間で異なる政治家たちによって主張された。
核実験の核出力は、ツァーリ・ボンバの例のように、技術的な専門知識の高さを誇示する方法として使うこともできる。また、核出力がより高かったと主張することで、又はより低かったと告発することで、核開発計画の技術的な能力をそれぞれ実際よりも誇張するか、軽んじる方法として使うこともできる。インドが1998年のシャクティ作戦における核実験で水素爆弾の爆発を成功させたと主張したとき、多くの西側諸国の観測者らは、インドの核実験が水素爆弾の爆発の成功したかどうかを判断するために地震計のデータの分析を頼りにした。そのいくつかは、インドが報告した核出力より実際の実験の核出力のほうが低かったと主張した。西側の指摘が本当であるならば、インドの主張は明らかに、対立するパキスタンよりインドのほうが優れた核技術を持っていると主張するためか、例えば隣接する中国のような他の潜在的ライバルに対してインドの軍事力を示すための政治的手段である。